# Rhodes (muzyk)
David Rhodes, pseudonim Rhodes (ur. 1988, Hitchin, Hertfordshire) – brytyjski muzyk z Baldock w angielskim hrabstwie Hertfordshire. Wokalista, kompozytor, autor tekstów i aranżer utworów. W 2015 r. ukazał się jego debiutancki album Wishes.

## Dyskografia[4]

### Albumy
- 2015: Wishes

### EPki
- 2013: Raise Your Love
- 2014: Morning
- 2014: Home
- 2015: Turning Back Around

### Single
- 2014: „Raise Your Love” (Live From Burberry Fashion Show)
- 2015: „Close Your Eyes”
- 2015: „Let It All Go” (oraz Birdy) – złota płyta w Polsce[5]
- 2016: „Your Soul (Holding On)” (oraz Felix Jaehn)
- 2017: „Sleep Is a Rose”
- 2018: „H.O.L.Y.” (oraz Alle Farben)